# Elektrisch ortsgestellte Weiche

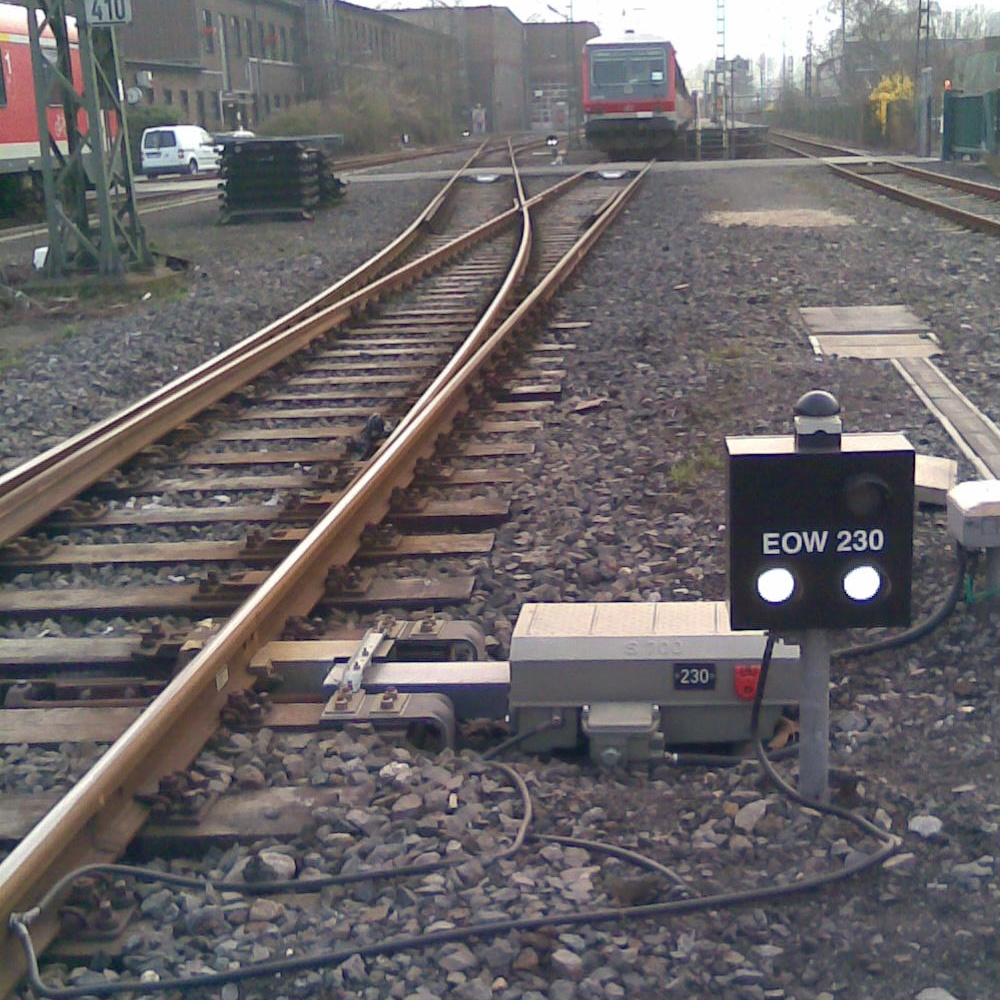
Elektrisch ortsgestellte Weiche in Dortmund Bbf.

Eine elektrisch ortsgestellte Weiche oder EOW ist eine elektrisch gestellte Eisenbahnweiche, die nicht von einem Stellwerk, sondern vom Weichenort aus bedient wird. EOW sind das moderne Äquivalent zur Handweiche und werden hauptsächlich in Gleisanlagen eingesetzt, in denen nur frei rangiert wird. Die für Zug- und Rangierfahrstraßen notwendigen Fahrstraßenverschlüsse und Fahrstraßenfestlegung fehlen meist.
Nicht verwechselt werden dürfen EOW mit Weichen im Nahbedienbereich. Diese sind nur vorübergehend vor Ort bedienbar und können bei ausgeschaltetem Nahbedienbereich in Fahrstraßen eingebunden werden.
Die Bedienung elektrisch ortsgestellter Weichen erfolgt typischerweise an vorgezogenen Bedienstellen über sogenannte Schlagtaster, auch Grobhandtaster genannt. Dies sind große Taster ähnlich Not-Aus-Schaltern oder den Buzzern bei Quizshows. Diese sind vor der Weiche an der Strecke so auf Ständern montiert (oft mehrere Taster in verschiedenen Höhen), dass sie durch das Seitenfenster oder vom Rangiertritt eines langsam vorbeifahrenden Triebfahrzeuges aus betätigt werden können. Vereinzelt werden die Schlagtaster auch direkt an der Weiche angebracht. Alternativ können EOW durch eine Stelltafel im Gleisbereich vom Rangierbegleiter oder Triebfahrzeugführer gestellt werden. Dies bietet den Vorteil, dass mehrere Weichen von einem Ort aus gestellt werden können und die Geschwindigkeit nicht vor jeder Weiche verringert werden muss. Man unterscheidet dabei zwischen:
- Bedientafel (BT): Sie werden dort eingesetzt, wo von einem Startpunkt nur ein Ziel erreicht werden soll
- Fahrwegstelltafel (FT): Durch Wahl eines Zielgleises kann ein Fahrweg aus mehreren Weichen gestellt werden
- Weichenstelltafel (WT): Mehrere Weichen können von einer Stelltafel aus gestellt werden

Elektrisch ortsgestellte Weichen sind oft mit einer Gleisfreimeldung für den Weichenbereich ausgerüstet, der die Umstellung der Weiche verhindert, wenn sie besetzt sind. Bei solchen EOW ist dann eine Fernsteuerung, z. B. über Funk, zulässig. Die Schienenkontakte bieten außerdem die Möglichkeit, den Umstellvorgang bei stumpf befahrenen Weichen auszulösen. In diesem Fall ist überhaupt kein Bedieneingriff nötig.

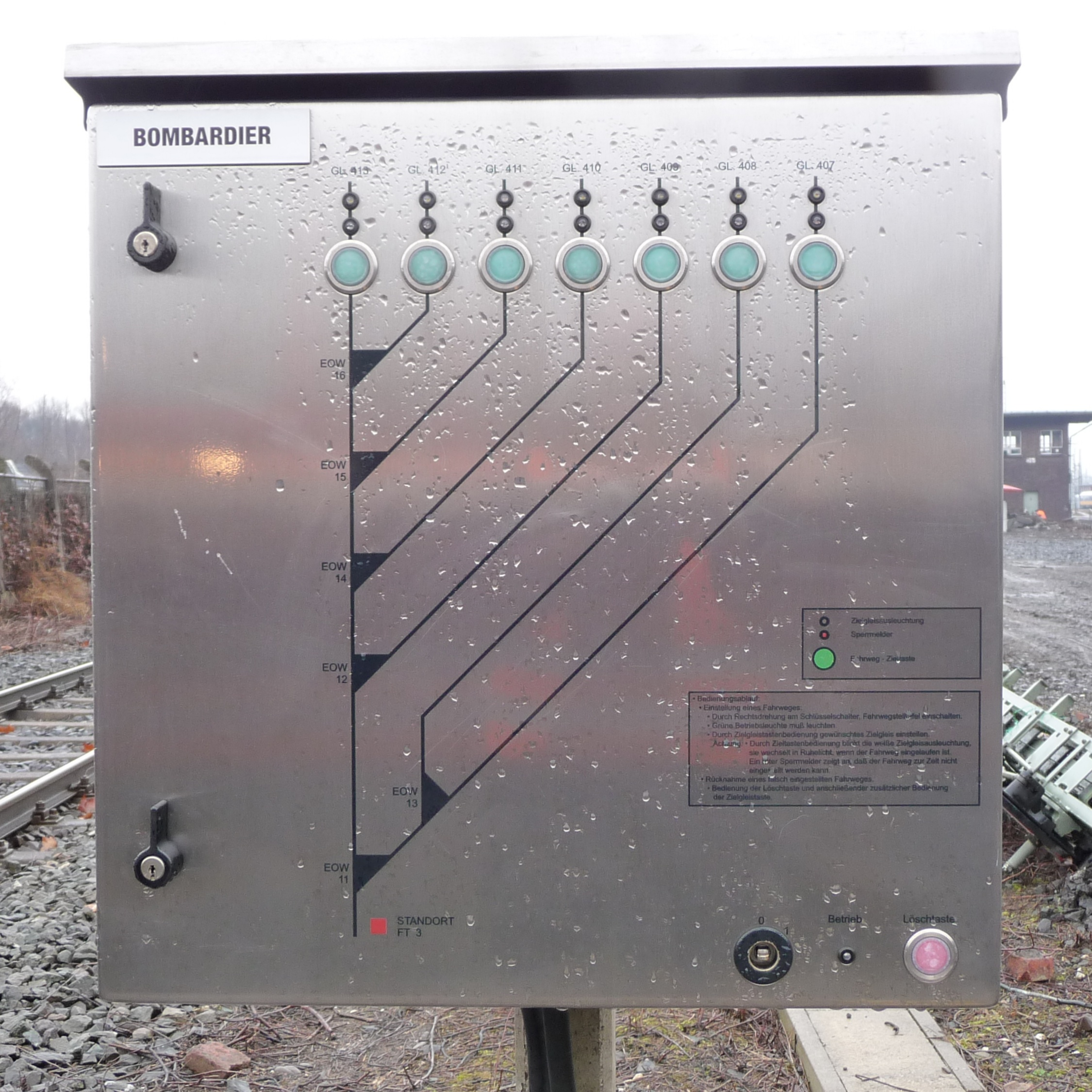
Fahrwegstelltafel eines EOW-Bereichs

Auffällig sind die nur bei EOW verwendeten, als Lichtsignal ausgeführten, Weichensignale in Form von neben- und übereinander angeordneten Signallaternen in einem gemeinsamen Kasten. Diese Weichenlage- und Ordnungsmelder (WLM) genannten Weichensignale geben dem Triebfahrzeugführer die Information, in welcher Lage sich die Weiche befindet, dass die Weiche umläuft oder ob eine Weichenstörung vorliegt.
EOW können auch mit einer Vorzugslage ausgerüstet sein. In diese laufen sie automatisch zurück, wenn sie in der Nichtvorzugslage befahren und freigefahren wurden. Die Vorzugslage ist am Weichenlagemelder durch einen weißen Streifen markiert.

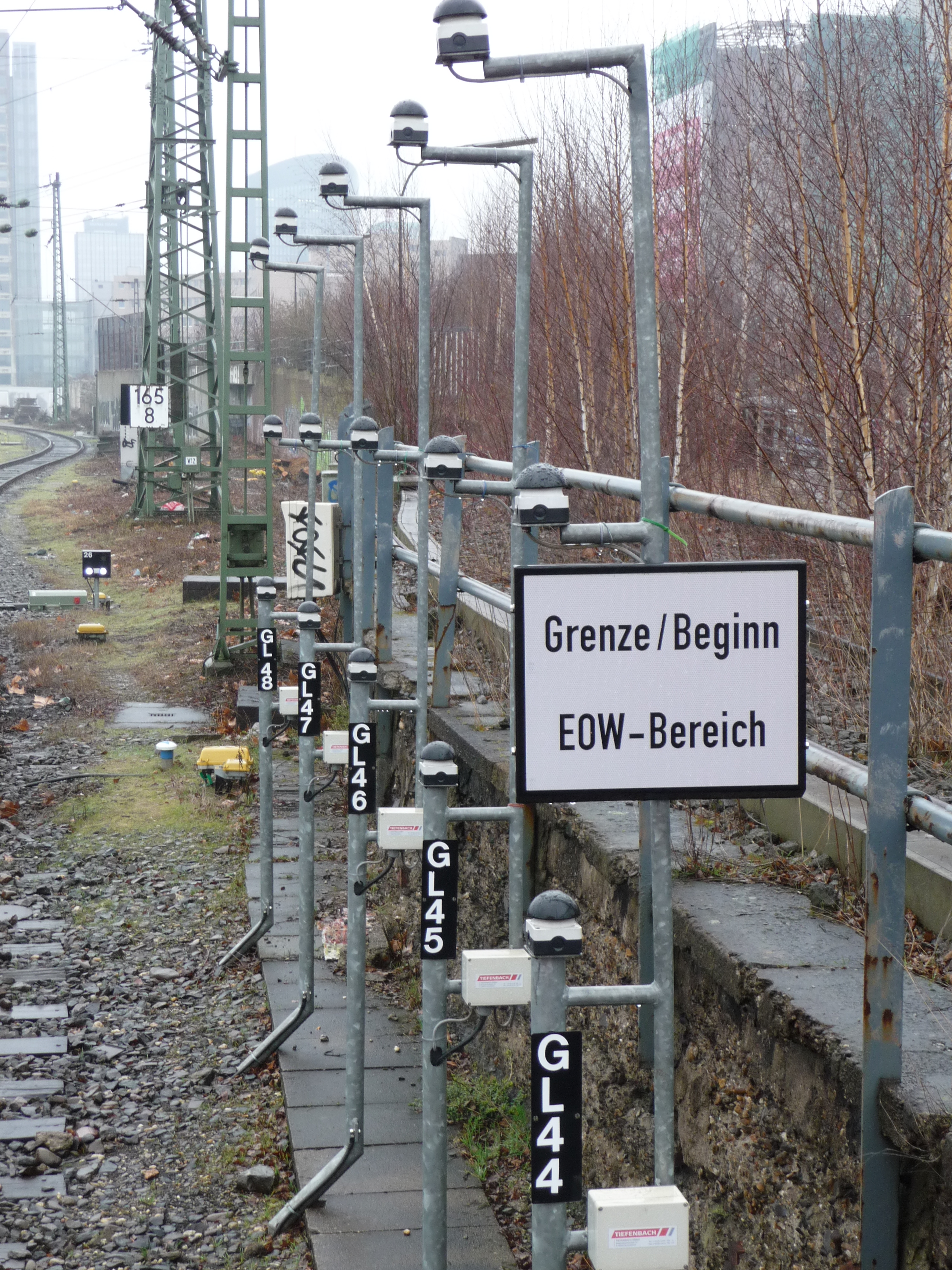
Mehrere Schlagtaster in Reihe

Gegenüber Handweichen haben EOW diverse Vorteile im Eisenbahnbetrieb. Statt die Rangierfahrt anzuhalten, von der Lokomotive abzusteigen, die (eventuell schlecht geschmierte oder festgefrorene) Handweiche mit Muskelkraft umzulegen, wieder aufzusteigen und neu anzufahren, kann der Lokführer durchfahren. Dies bedeutet nicht nur erhöhte Sicherheit und eine Verbesserung der Arbeitsgesundheit, da der Lokführer nicht ins Gleis treten muss und das kräftezehrende Klettern und Weichenstellen entfallen, sondern es beschleunigt das Durchfahren von Weichenstraßen mit mehreren Ortsweichen ganz erheblich.
Die Deutsche Bahn verfügte im Januar 2006 über 40 EOW-Bereiche mit 808 Stelleinheiten. Prominent sichtbar sind EOW z. B. in den Gleisanlagen um Frankfurt (Main) Hbf, wo sie im Zuge des Stellwerksumbaus reihenweise installiert worden sind. Ganze Batterien von filigranen, schwarz-gelb gestreiften Ständern mit mehreren Schlagtastern sind von vielen Gleisen aus bei der Einfahrt in den Bahnhof zu sehen.
EOWs werden von vielen Bahnbetreibern selbst hergestellt und zugelassen.